# Rhabdolepis
Rhabdolepis è un genere di pesci ossei estinto, appartenente ai paleonisciformi. Visse tra il Carbonifero superiore e il Permiano inferiore (circa 320 - 280 milioni di anni fa) e i suoi resti fossili sono stati ritrovati in Europa.

## Descrizione
Questo pesce era di medie dimensioni, e solitamente la lunghezza si aggirava intorno ai 25 centimetri. Il corpo era piuttosto snello e allungato; la testa era grossa e gli occhi relativamente grandi. Rhabdolepis era dotato di fauci forti e robuste, armate di denti aguzzi e conici. Le principali caratteristiche del cranio di questo pesce erano la presenza di un opercolo accessorio ventrale che separava completamente l'opercolo principale dal subopercolo, e il margine tra le ossa frontali e quelle parietali era anteriore al margine tra il dermosfenotico e il dermopterotico (Schindler, 2018).
Le scaglie possedevano bordi frastagliati ed erano disposte in file diagonali. La pinna dorsale era posta appena dietro la metà del corpo, era piuttosto grande e di forma triangolare. La pinna anale, di forma e dimensioni pressoché identiche, era leggermente più arretrata. La pinna caudale era dotata di un lobo superiore molto più allungato e robusto di quello inferiore.

## Classificazione
Il genere Rhabdolepis venne istituito da Troschel nel 1857 per accogliere alcuni esemplari di pesci ossei arcaici, descritti in precedenza da Bronn nel 1829 come Palaeoniscum macropterus. La specie tipo, Rhabdolepis macropterus, è tipica del Permiano inferiore della Germania. Un'altra specie meno nota è R. saarbrueckensis, ritrovata in terreni più antichi in Germania e in Repubblica Ceca.

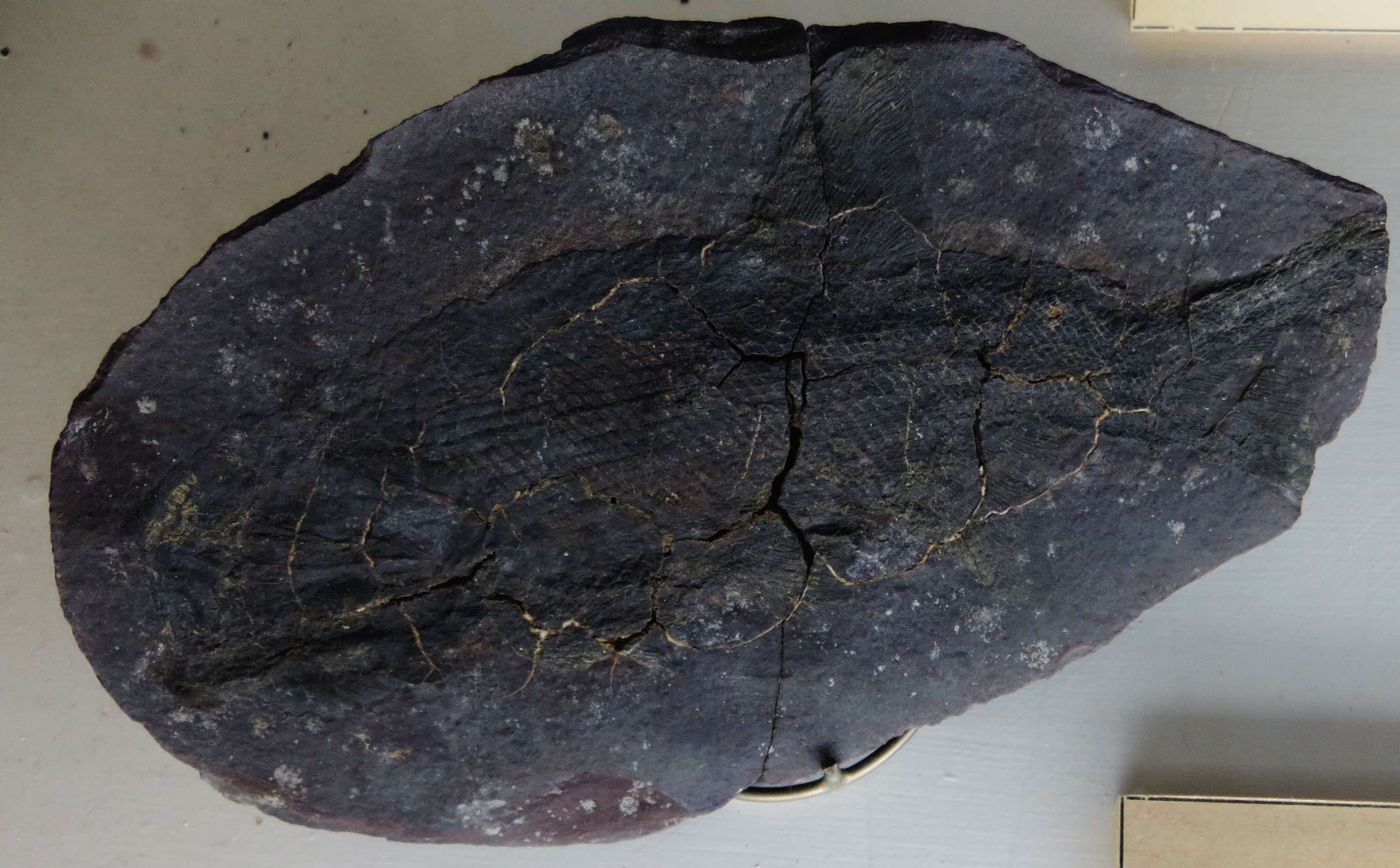
Fossile di Rhabdolepis macropterus

Rhabdolepis è il genere eponimo dei Rhabdolepididae, un gruppo di pesci ossei arcaici dalle attitudini predatorie, tipici del Permiano europeo e forse appartenenti ai paleonisciformi. A volte questa famiglia è inclusa nella famiglia Elonichthyidae.

## Paleobiologia
Rhabdolepis era un predatore di piccoli pesci, che catturava grazie ai denti aguzzi.